# Illes Ringgold
Les illes Ringgold són un arxipèlag de les illes Fiji, al Pacífic. Es troben al nord-est de Vanua Levu. El grup està format per una desena d'illes i algunes illots. És pràcticament deshabitat, i sols a Qelelevu i Yanuca hi ha població permanent. El 2008 foren erradicades rates de la Polinèsia en set de les illes del grup en un esforç facilitat pel Programa Fiji de BirdLife International. L'illa més gran del grup és Qelelevu, de tan sols 147 ha i 18 m d'altitud.
218 hectàrees de l'arxipèlag formen part de l'Important Bird Area de les illes Ringgold. En ella hi ha importants poblacions a nivell mundial i regional de tortugues marines, balenes geperudes, aus marines i peixos d'escull seminòmades, i pot contenir concentracions de coralls d'aigua freda.